# Matapang sa matapang
Matapang sa matapang è un film del 1961 diretto da Armando Garces, con protagonisti Fernando Poe Jr. e Romeo Vasquez.

## Distribuzione
Il film è stato distribuito nel circuito cinematografico filippino il 15 novembre 1961.